# Annona burchellii
Annona burchellii R.E.Fr. – gatunek rośliny z rodziny flaszowcowatych (Annonaceae Juss.). Występuje endemicznie w Brazylii – w stanie Goiás. 

## Morfologia
PokrójZimozielone drzewo lub krzew dorastające do 1–2 m wysokości.
LiścieMają eliptyczny kształt. Mierzą 4–7 cm długości oraz 2–5 cm szerokości. Są omszone od spodu. Liść na brzegu jest całobrzegi. Wierzchołek jest tępy.
KwiatySą pojedyncze. Rozwijają się na szczytach pędów. Mają 6 płatków o białej barwie.
OwoceMają jajowaty kształt.

## Biologia i ekologia
Rośnie w cerrado. Występuje na wysokości około 800 m n.p.m.